# Леонардо Пискуличи
Леонардо Николас Пискуличи (шп. Leonardo Nicolás Pisculichi Рафаел Кастиљо, 18. јануар 1984) је бивши аргентински фудбалер. Играо је на позицији офанзивног везног играча.

## Успеси
Ел Араби Доха
- Куп шеика Јасима  (3) : 2008,[6] 2010,[7] 2011.[8]

 Ривер Плејт
- Суперкуп Аргентине: (финале: 2014)[9]
- Копа либертадорес (1) : 2015.[10]
- Копа судамерикана  (1) : 2014.[11]
- Рекопа судамерикана  (1) : 2015.[12]
- Светско клупско првенство: (финале: 2015)[13]

Виторија Салвадор
- Првенство Баије  (1) : 2017.[14]

Бургос
- Трећа лига Шпаније  (1) : 2020/21.[15]

 Аргентина до 20
- Јужноамеричко првенство до 20 година  (1):  2003.[16]

Појединачни
- Идеални тим Копа судамерикане: 2014.[17]
- Идеални тим Јужне Америке: 2014.[18]